# Monoemugi

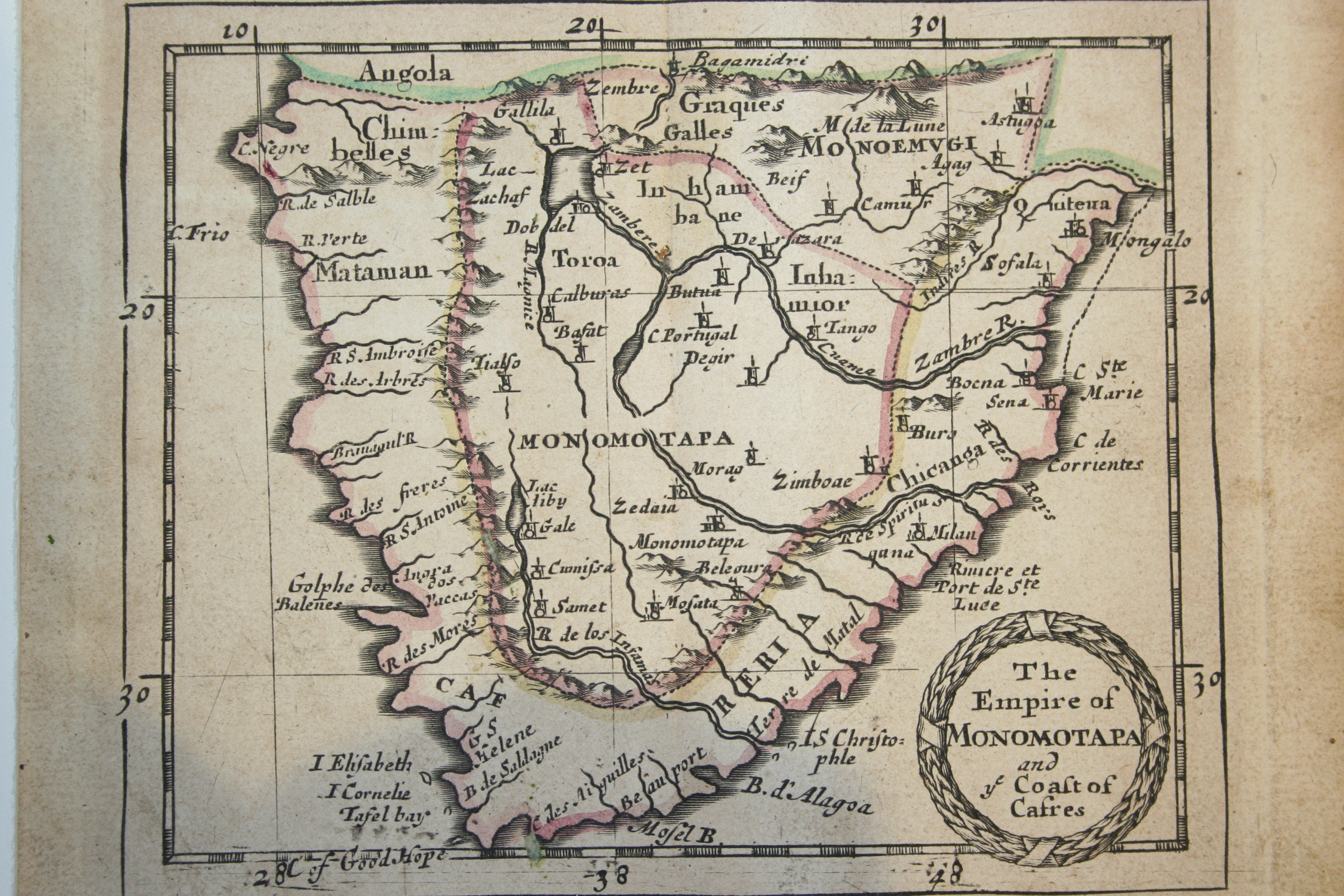
Le Monoemugi apparait sur de nombreuses cartes anciennes, ici en 1688 confiné au nord du Monomotapa. Les Giachas y sont mentionnés.

Le « grand empire » du Monoemugi ou Monemuge, dit encore Moenzemuge, est un ancien État du centre de l'Afrique australe établi au XVIe siècle et disparu au XVIIIe.

## Géographie
Le Monoemugi s'étendait en retrait de la côte du Zanguebar, dans l'actuelle Tanzanie, au nord du Monomotapa, dont il était séparé par le Zambèze. Le bassin de ce fleuve est attribué tantôt à l'un, tantôt à l'autre empire. Vers l'ouest, le territoire touchait aux confins de l'empire du Congo, c'est-à-dire, à travers les actuels Malawi, Zambie et Katanga, jusqu'à l'actuel Angola approximativement à l'est du Cuango.

## Histoire
L'existence du Monoemugi, sans qu'il ne soit visité, est rapportée au XVIe siècle aux marins portugais cabotants sur la côte orientale de l'Afrique par les marchands de Mombassa, de Quiloa et de Mélinde qui y importent les étoffes, utilisées à la place de pagnes, en échange d'ivoire d'éléphants, de cire d'abeilles, de miel et de minerais, l'or, l'argent et le cuivre exploité depuis le Ve siècle dans la région du lac Upemba. Les échanges se font avec une monnaie constituée de colliers de petites boules rouges confectionnées pour cet usage à Cambaye en Inde.
Au XVIIe siècle, la puissance régionale du Monoemugi est en conflit militaire constant avec ses voisins méridional et occidental, le Monomotapa et le Manikongo. Son armée est composée d'archers appelés Giachas réputés pratiquer un cannibalisme rituel sur leurs ennemis vaincus et identifiés, sans vraisemblance, depuis l'expédition de Christophe de Gama de 1541 au secours de l'Abyssinie, aux envahisseurs Gallas. Au nord, dans la région des Grands Lacs, actuels Burundi, Rwanda, Ouganda, nord ouest de la Tanzanie et est du Kenya, le Monoemugi cherche alors également à imposer sa domination, sinon à résister, aux aristocraties d'origine, réelle ou légendaire, nilotique que soutient plus ou moins le Négus.

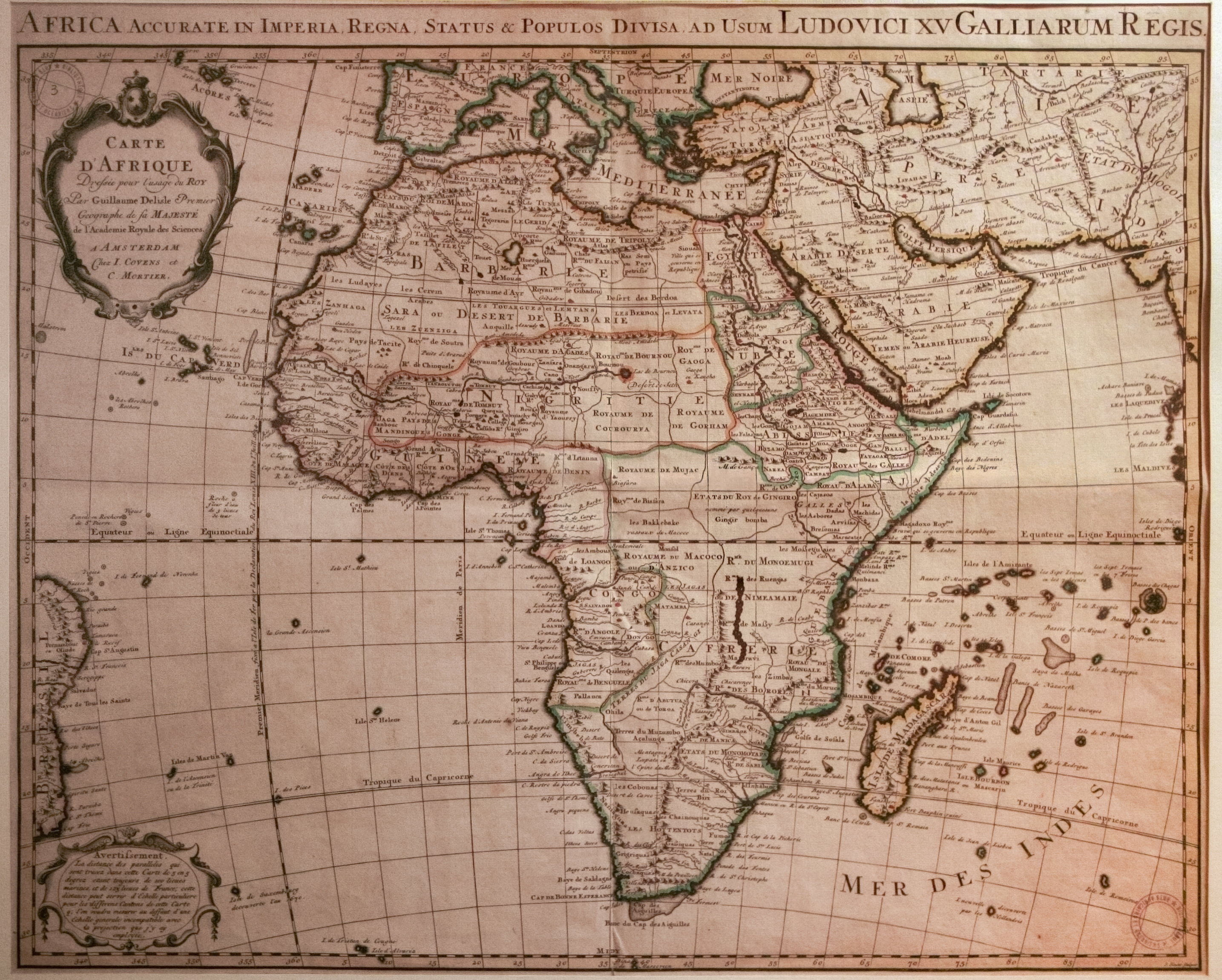
Carte dressée en 1725 par Delilse montrant le Monoemugi bordé au nord par l'équateur et à l'ouest par l'actuel vingt troisième méridien.

Au début du XVIIIe siècle, le Monoemugi semble se fractionner à l'instar du Monomotapa, le mystérieux royaume de Nimeamaie en revendiquant l'héritage. La région restant inexplorée, les géographes continuent à la nommer Monoemugi mais un siècle plus tard, il n'en reste qu'une légende, utilisée par l’affabulateur Damberger.
À partir du début du XIXe siècle puis la diffusion en 1844 des armes à feu par le marchand Ahmad bin Ibrahime, les caravanes saisonnières organisées par le « peuple de la lune » intensifie le commerce entre le Katanga et le Zanzibar. La colonisation, décidée à la conférence de Berlin en 1884, trouve, dans un pays ravagé par les trafiquants d'esclaves tels Mirambo, M'Sir et Tippo Tip, un certain nombre de groupes culturels apparentés dont les plus homogènes sont issus des royaumes Luba et Lunda, ainsi que de celui des Maravis.